# Ad-Dawr
Ad-Dawr (in arabo الدور‎?), chiamata anche Al-Dour o Aldor, è una piccola città agricola dell'Iraq, situata nel governatorato di Salah ad Din. La città è situata sulla sponda orientale del fiume Tigri, ed è localizzata approssimativamente in mezzo alle due città di Samarra e Tikrit. Popolata principalmente da arabi, ad-Dawr ospita un quartiere residenziale chiamato "Saad 14", realizzato negli anni Ottanta dalla Hyundai Engineering & Constructions Inc, una grossa impresa edile sudcoreana. Uno dei più famosi storici arabi, il professor Abdul Aziz Al-Douri (1918 – 2010), era nativo di ad-Dawr; lavorò come rettore dell'Università di Baghdad negli anni Sessanta.
Nel 2003, in una buca nascosta dentro una fattoria della città, l'esercito americano trovò e catturò l'ex presidente iracheno Saddam Hussein, latitante dopo l'invasione americana del Paese.

## Storia

### Guerra in Iraq
Nel maggio 2003, il  4th Battalion 42nd Field Artillery, facente parte della 4ª Divisione di fanteria, assieme alla 534th Signal Company, stabilirono una base operativa avanzata a sud della città. Il 15 maggio, le truppe dell'esercito fecero irruzione in città, arrestando più di 260 sospetti sostenitori del partito baathista. La maggior parte degli arrestati fu rilasciata, ma cinque ufficiali delle forze speciali irachene furono catturati. Tra questi, c'erano anche due generali dell'esercito e un generale delle forze di sicurezza di Saddam Hussein, travestito da pastore. 
Il 13 dicembre, la 4th Infantry Division's 1st Brigade Combat Team condusse nell'area cittadina l'Operazione Red Dawn, conclusasi con la cattura dell'ex-presidente iracheno Saddam Hussein. L'uomo si era nascosto in un buco situato di fronte a una baracca, occupata da quello che si credeva fosse il suo ex cuoco, Qais Namuk.